# Ivanské jezero
Ivanské jezero se nachází v přírodním parku Les Včelný nedaleko Rychnova nad Kněžnou na Javornickém potoku. Jezero slouží pro rekreaci a jako ochrana před povodněmi. Jezero je pojmenované po poustevníku Ivanovi, který je jeho patronem a hlídačem.

## Historie
Přehrada Ivanského jezera je 82 metrů dlouhá a sedm metrů vysoká. Byla postavena na Javornickém potoku v roce 1907 jako ochrana před povodněmi. Údolní gravitační zděná hráz z lomového kamene byla postavena v letech 1905–1910. Na Ivanském jezeře bývala plovárna a půjčovna loděk. Od 28. září 2002 stojí u jezera pískovcová socha vodníka Kristiánka od Marcela Sršně ze Záměle.

## Turistika
K jezeru vede červená a žlutá turistická trasa a od roku 2013 také naučná stezka První podorlická pivní stezka.